# Mercedes Rosende
Mercedes Rosende Rodríguez (Montevideo, 13 gennaio 1958) è una scrittrice uruguaiana.

## Biografia
Laureata in giurisprudenza presso l'Università della Repubblica di Montevideo, ha esercitato anche la professione di notaio, giornalista e sindacalista.

## Opere
- Demasiados blues (2005)
- Historias de mujeres feas (inédito)
- La muerte tendrá tus ojos (2008)
- La donna sbagliata (Mujer equivocada, 2011), trad. di Pierpaolo Marchetti, SEM, Milano, 2021 ISBN 978-88-93903-43-1
- El miserere de los cocodrilos (2017)
- Qué ganas de no verte nunca más (2019)
- Historias de mujeres feas (2020)

## Premi e riconoscimenti
- 2004 - Premio Nacional de Literatura, del Ministerio de Educación y Cultura
- 2014 - Semana Negra de Gijón
- 2019 - LiBeraturpreis[2]